# Football League Cup 2011-2012
La Football League Cup 2011-2012, conosciuta anche con il nome di Carling Cup per motivi di sponsorizzazione, è stata la 52ª edizione del terzo torneo calcistico più importante del calcio inglese, la 46ª in finale unica. La manifestazione, ebbe inizio il 29 luglio 2011 e si concluse il 26 febbraio 2012 con la finale di Wembley.
Il trofeo fu vinto dal Liverpool, che nell'atto conclusivo si impose sul Cardiff City (club di Championship), prevalendo per 5-4 ai calci di rigore, dopo una gara all'insegna dell'equilibrio che aveva visto le due squadre chiudere sull'1-1 i 90 minuti di gioco regolamentari e sul 2-2 i successivi tempi supplementari.

## Formula
La Football League Cup era riservata alle 20 squadre della Premier League e alle 72 della Football League. Ogni turno della competizione è composto da scontri ad eliminazione diretta, ad esclusione delle semifinali che si compongono di due match dove la squadra con il miglior risultato combinato accede in finale. Se al termine di ogni partita o se il risultato combinato delle semifinali è identico, vengono giocati i tempi supplementari. Se anche al termine dei tempi supplementari il punteggio è ancora in parità, si passa ai calci di rigore.
|                               | Squadre che entrano in questo turno | Squadre qualificate dal turno precedente     |
| ----------------------------- | --- | -------------------------------------------- |
| Turno preliminare (2 squadre) | - 2 squadre dalla Football League Two |                                              |
| Primo turno (70 squadre)      | - 22 squadre dalla Football League Two - 24 squadre dalla Football League One - 23 squadre dalla Football League Championship                                     | - 1 squadra vincitrice del turno preliminare |
| Secondo turno (48 squadre)    | - 13 squadre dalla Premier League (non partecipanti alle competizioni europee)                                                                                    | - 35 squadre vincitrici del primo turno      |
| Terzo turno (32 squadre)      | - 7 squadre dalla Premier League (partecipanti alle competizioni europee) - 1 squadra dalla Football League Championship (partecipante alle competizioni europee) | - 24 squadre vincitrici del secondo turno    |
| Quarto turno (16 squadre)     | | - 16 squadre vincitrici del terzo turno      |
| Quarti di finale (8 squadre)  | | - 8 squadre vincitrici del quarto turno      |
| Semifinali (4 squadre)        | | - 4 squadre vincitrici dei quarti di finale  |
| Finale (2 squadre)            | | - 2 squadre vincitrici delle semifinali      |

## Turno preliminare
Il sorteggio del turno preliminare, che era stato disputato l'ultima volta nel 2002-03, si svolse il 13 giugno 2011 e mise a confronto due club di League Two.
| Squadra 1      | Risultato | Squadra 2     |
| -------------- | --------- | ------------- |
| 29 luglio 2011 |           |               |
| Crawley Town   | 3 - 2     | AFC Wimbledon |

## Primo turno
Il sorteggio del primo turno si tenne il 16 giugno 2011. Le gare delle tre squadre londinesi, Charlton, Crystal Palace e West Ham, unitamente a quelle dei due club di Bristol, Bristol City e Bristol Rovers, furono posticipate di due settimane in seguito ai disordini che si verificarono in Inghilterra nell'agosto del 2011.
| Squadra 1          | Risultato                   | Squadra 2         |
| ------------------ | --------------------------- | ----------------- |
| 9 agosto 2011      |                             |                   |
| Hartlepool Utd     | 1-1 (d.t.s.) 3-4 (d.c.r.)   | Sheffield Utd     |
| Rochdale           | 3 - 2 (d.t.s.)              | Chesterfield      |
| Port Vale          | 2 - 4                       | Huddersfield Town |
| Rotherham Utd      | 1 - 4                       | Leicester City    |
| Hull City          | 0 - 2                       | Macclesfield Town |
| Leeds Utd          | 3 - 2                       | Bradford City     |
| Doncaster          | 3 - 0                       | Tranmere          |
| Walsall            | 0 - 3                       | Middlesbrough     |
| Barnsley           | 0 - 2                       | Morecambe         |
| Accrington Stanley | 0 - 2                       | Scunthorpe Utd    |
| Derby County       | 2 - 3                       | Shrewsbury Town   |
| Oldham Athletic    | 1 - 1 (d.t.s.) 2-4 (d.c.r.) | Carlisle Utd      |
| Bury               | 3 - 1                       | Coventry City     |
| Burnley            | 6 - 3 (d.t.s.)              | Burton Albion     |
| Preston N.E.       | 3 - 2                       | Crewe Alexandra   |
| Nottingham Forest  | 3 - 3 (d.t.s.) 4-3 (d.c.r.) | Notts County      |
| Brighton           | 1 - 0                       | Gillingham        |
| Bournemouth        | 5 - 0                       | Dag & Red         |
| Ipswich Town       | 1 - 2                       | Northampton Town  |
| Cheltenham Town    | 1 - 4                       | MK Dons           |
| Plymouth           | 0 - 1                       | Millwall          |
| Southampton        | 4 - 1                       | Torquay Utd       |
| Portsmouth         | 0 - 1                       | Barnet            |
| Stevenage          | 3 - 4 (d.t.s.)              | Peterborough Utd  |
| Southend Utd       | 1 - 1 (d.t.s.) 3-4 (d.c.r.) | Leyton Orient     |
| Wycombe            | 3 - 3 (d.t.s.) 5-4 (d.c.r.) | Colchester Utd    |
| Hereford Utd       | 1 - 0                       | Brentford         |
| Exeter City        | 1 - 0                       | Yeovil Town       |
| 10 agosto 2011     |                             |                   |
| Oxford Utd         | 1 - 3 (d.t.s.)              | Cardiff City      |
| 11 agosto 2011     |                             |                   |
| Sheffield Weds     | 0 - 0 (d.t.s.) 4-2 (d.c.r.) | Blackpool         |
| 23 agosto 2011     |                             |                   |
| Crystal Palace     | 2 - 0                       | Crawley Town      |
| Bristol Rovers     | 1 - 1 (d.t.s.) 4-2 (d.c.r.) | Watford           |
| Charlton           | 2 - 1                       | Reading           |
| 24 agosto 2011     |                             |                   |
| Bristol City       | 0 - 1                       | Swindon Town      |
| West Ham Utd       | 1 - 2                       | Aldershot Town    |

## Secondo turno
Il sorteggio del secondo turno, nel quale entrarono in scena le squadre di Premier League non qualificate alle coppe europee, fu effettuato l'11 agosto 2011.
| Squadra 1         | Risultato      | Squadra 2         |
| ----------------- | -------------- | ----------------- |
| 23 agosto 2011    |                |                   |
| Millwall          | 2 - 0          | Morecambe         |
| Bury              | 2 - 4          | Leicester City    |
| Bournemouth       | 1 - 4          | West Bromwich     |
| Aston Villa       | 2 - 0          | Hereford Utd      |
| Brighton          | 1 - 0 (d.t.s.) | Sunderland        |
| Shrewsbury Town   | 3 - 1          | Swansea City      |
| Norwich City      | 0 - 4          | MK Dons           |
| Northampton Town  | 0 - 4          | Wolverhampton     |
| Wycombe           | 1 - 4          | Nottingham Forest |
| Burnley           | 3 - 2 (d.t.s.) | Barnet            |
| Doncaster         | 1 - 2          | Leeds Utd         |
| Cardiff City      | 5 - 3 (d.t.s.) | Huddersfield Town |
| QPR               | 0 - 2 (d.t.s.) | Rochdale          |
| 24 agosto 2011    |                |                   |
| Blackburn         | 3 - 1          | Sheffield Weds    |
| Bolton            | 2 - 1          | Macclesfield Town |
| Exeter City       | 1 - 3          | Liverpool         |
| Everton           | 3 - 1          | Sheffield Utd     |
| Peterborough Utd  | 0 - 2          | Middlesbrough     |
| 25 agosto 2011    |                |                   |
| Scunthorpe Utd    | 1 - 2 (d.t.s.) | Newcastle Utd     |
| 30 agosto 2011    |                |                   |
| Aldershot Town    | 2 - 0          | Carlisle Utd      |
| Swindon Town      | 1 - 3          | Southampton       |
| Leyton Orient     | 3 - 2          | Bristol Rovers    |
| 13 settembre 2011 |                |                   |
| Charlton          | 0 - 2          | Preston N.E.      |
| Crystal Palace    | 2 - 1          | Wigan             |

## Terzo turno
Il sorteggio del terzo turno, nel quale cominciarono la competizione le squadre inglesi qualificate alle coppe europee, fu effettuato il 27 agosto 2011.
| Squadra 1         | Risultato                   | Squadra 2       |
| ----------------- | --------------------------- | --------------- |
| 20 settembre 2011 |                             |                 |
| Wolverhampton     | 5 - 0                       | Millwall        |
| Aldershot Town    | 2 - 1                       | Rochdale        |
| Arsenal           | 3 - 1                       | Shrewsbury Town |
| Burnley           | 2 - 1                       | MK Dons         |
| Leeds Utd         | 0 - 3                       | Manchester Utd  |
| Nottingham Forest | 3 - 4 (d.t.s.)              | Newcastle Utd   |
| Aston Villa       | 0 - 2                       | Bolton          |
| Stoke City        | 0 - 0 (d.t.s.) 7-6 (d.c.r.) | Tottenham       |
| Blackburn         | 3 - 2                       | Leyton Orient   |
| Crystal Palace    | 2 - 1                       | Middlesbrough   |
| 21 settembre 2011 |                             |                 |
| Cardiff City      | 2 - 2 (d.t.s.) 7-6 (d.c.r.) | Leicester City  |
| Chelsea           | 0 - 0 (d.t.s.) 4-3 (d.c.r.) | Fulham          |
| Brighton          | 1 - 2                       | Liverpool       |
| Manchester City   | 2 - 0                       | Birmingham City |
| Southampton       | 2 - 1                       | Preston N.E.    |
| Everton           | 2 - 1 (d.t.s.)              | West Bromwich   |

## Quarto turno
Il sorteggio ebbe luogo il 24 settembre 2011, l'Aldershot Town fu'unica squadra rimasta a non appartenere alle due più alte serie inglesi giocando in League Two. Le otto partite vennero giocate il 25 ed il 26 ottobre 2011.
| Squadra 1       | Risultato      | Squadra 2       |
| --------------- | -------------- | --------------- |
| 25 ottobre 2011 |                |                 |
| Aldershot Town  | 0 - 3          | Manchester Utd  |
| Arsenal         | 2 - 1          | Bolton          |
| Blackburn       | 4 - 3 (d.t.s.) | Newcastle Utd   |
| Cardiff City    | 1 - 0          | Burnley         |
| 26 ottobre 2011 |                |                 |
| Crystal Palace  | 2 - 0          | Southampton     |
| Everton         | 1 - 2          | Chelsea         |
| Stoke City      | 1 - 2          | Liverpool       |
| Wolverhampton   | 2 - 5          | Manchester City |

## Quarti di Finale
Il sorteggio di questo turno fu effettuato il 29 ottobre 2011. Il Cardiff City ed il Crystal Palace furono le uniche due squadre non provenienti dalla Premier League ad essere ancora in lizza. Le partite si disputarono il 29 ed il 30 novembre 2011.
| Squadra 1        | Risultato      | Squadra 2       |
| ---------------- | -------------- | --------------- |
| 29 novembre 2011 |                |                 |
| Arsenal          | 0 - 1          | Manchester City |
| Cardiff City     | 2 - 0          | Blackburn       |
| Chelsea          | 0 - 2          | Liverpool       |
| 30 novembre 2011 |                |                 |
| Manchester Utd   | 1 - 2 (d.t.s.) | Crystal Palace  |

| Arbitro: | Lee Probert |

|  |           |            |
|  | Marcatori | 83’ Agüero |

| Arbitro: | Martin Atkinson |

|                        |           |  |
| Miller 20’ Gerrard 50’ | Marcatori |  |

| Arbitro: | Phil Dowd |

|  |           |                              |
|  | Marcatori | 58’ Maxi Rodríguez 58’ Kelly |

| Arbitro: | Chris Foy |

|                    |           |                        |
| Macheda 68’ (rig.) | Marcatori | 64’ Ambrose 98’ Murray |

## Semifinali
Il sorteggio per le semifinali venne effettuato il 30 novembre 2011. Come da consuetudine si svolsero con la formula dell'andata e ritorno. Il turno d'andata ebbe luogo nella settimana che iniziò il 9 gennaio 2012, mentre quello di ritorno nella settimana che cominciò il 23 gennaio 2012.
| Squadra 1       | Totale          | Squadra 2    | Andata          | Ritorno         |
| --------------- | --------------- | ------------ | --------------- | --------------- |
|                 |                 |              | 10 gennaio 2012 | 24 gennaio 2012 |
| Crystal Palace  | 1 - 1 (1-3 dcr) | Cardiff City | 1 - 0           | 0 - 1 (d.t.s.)  |
|                 |                 |              | 11 gennaio 2012 | 25 gennaio 2012 |
| Manchester City | 2 - 3           | Liverpool    | 0 - 1           | 2 - 2           |

### Andata
| Arbitro: | Mike Dean |

|             |           |  |
| Gardner 43’ | Marcatori |  |

| Arbitro: | Lee Mason |

|  |           |                    |
|  | Marcatori | 13’ (rig.) Gerrard |

### Ritorno
| Arbitro: | Howard Webb |

|                                   |                      |                              |
| Gardner 7’ (a.g.)                 | Marcatori            |                              |
| Miller Conway Gestede Whittingham | Tiri di rigore 3 – 1 | Easter Scannell Jedinak Parr |

| Arbitro: | Phil Dowd |

|                                |           |                       |
| Gerrard 41’ (rig.) Bellamy 74’ | Marcatori | 31’ De Jong 67’ Džeko |

## Finale
Si giocò il 26 febbraio 2012 presso lo stadio di Wembley a Londra.
| Arbitro: | Mark Clattenburg |

|                                          |                      |                                   |
| Mason 19’ Turner 118’                    | Marcatori            | 60’ Škrtel 108’ Kuyt              |
| Miller Cowie Gestede Whittingham Gerrard | Tiri di rigore 2 – 3 | Gerrard Adam Kuyt Downing Johnson |
| Malky Mackay                             | Allenatori           | Kenny Dalglish                    |

| Cardiff City | Liverpool |

| CARDIFF CITY (4-4-1-1) |    |                           |         |
|                        |    |                           |         |
| P                      | 22 | Thomas Heaton             |         |
| TD                     | 2  | Kevin McNaughton          | 106’    |
| DC                     | 5  | Mark Alexander Hudson (C) | 99’     |
| DC                     | 25 | Ben Turner                | 119’    |
| TS                     | 3  | Andrew Taylor             |         |
| CD                     | 8  | Don Cowie                 |         |
| CC                     | 7  | Peter Whittingham         |         |
| CC                     | 17 | Aron Gunnarsson           |         |
| CS                     | 20 | Joe Mason                 | 91’     |
| TRQ                    | 9  | Kenny Miller              |         |
| ATT                    | 15 | Rudy Gestede              |         |
| A disposizione:        |    |                           |         |
| POR                    | 1  | David Marshall            |         |
| DIF                    | 6  | Anthony Gerrard           | 99’     |
| DIF                    | 18 | Lee Naylor                |         |
| CEN                    | 4  | Filip Kiss                | 98’ 91’ |
| CEN                    | 11 | Craig Conway              |         |
| CEN                    | 23 | Darcy Blake               | 106’    |
| ATT                    | 10 | Robert Earnshaw           |         |
| Manager:               |    |                           |         |
| Malky Mackay           |    |                           |         |

| LIVERPOOL (4-2-3-1) |    |                    |         |
|                     |    |                    |         |
| P                   | 25 | Pepe Reina         |         |
| TD                  | 2  | Glen Johnson       |         |
| DC                  | 37 | Martin Škrtel      |         |
| DC                  | 5  | Daniel Agger       | 86’     |
| TS                  | 3  | José Enrique       |         |
| CC                  | 8  | Steven Gerrard (C) |         |
| CC                  | 26 | Charlie Adam       |         |
| TRQ                 | 14 | Jordan Henderson   | 52’ 58’ |
| TRQ                 | 7  | Luis Suárez        |         |
| TRQ                 | 19 | Stewart Downing    |         |
| ATT                 | 9  | Andy Carroll       | 103’    |
| A disposizione:     |    |                    |         |
| POR                 | 32 | Doni               |         |
| DIF                 | 23 | Jamie Carragher    | 86’     |
| DIF                 | 34 | Martin Kelly       |         |
| CEN                 | 11 | Maxi Rodríguez     |         |
| CEN                 | 20 | Jay Spearing       |         |
| ATT                 | 18 | Dirk Kuyt          | 103’    |
| ATT                 | 39 | Craig Bellamy      | 58’     |
| Manager:            |    |                    |         |
| Kenny Dalglish      |    |                    |         |